# Liútenka
Liútenka (ucraniano: Лю́тенька) es un municipio rural y pueblo de Ucrania perteneciente al raión de Mýrhorod de la óblast de Poltava.
En 2020, el municipio tenía una población de algo más de cinco mil habitantes, de los que unos tres mil cuatrocientos vivían en el propio pueblo de Liútenka y el resto repartidos en once pedanías. El municipio se formó en 2020 mediante la fusión de los consejos rurales de Liútenka, Lýsivka, Ráshivka y Sosnivka. Además de estos cuatro pueblos, forman parte del actual municipio otros ocho: Yúriyivka, Hlyboke, Kruhle Ózero, Malá Obújivka, Mlyný, Pereviz, Soldatové y Novi Výselok. El área pertenecía hasta 2020 al raión de Hádiach.
Se ubica junto a la confluencia de los ríos Liutenka y Psel, a medio camino entre Velyki Soróchyntsi y Hádiach.

## Historia
Se conoce la existencia de la localidad en documentos desde el siglo XVII. En 1648, durante la rebelión de Jmelnitski, se estableció aquí la sede de una sotnia del regimiento cosaco de Hádiach. En 1649 pasó a formar parte del regimiento de Poltava y en 1662 pasó al de Zinkiv, hasta que en 1672 volvió definitivamente al regimiento de Hádiach. En el Imperio ruso fue sede de su propia vólost, en el uyezd de Hádiach de la gobernación de Poltava. Antes de la formación del actual municipio en 2020, Liútenka era sede de un consejo rural en el raión de Hádiach, que únicamente incluía como pedanía a Yúriyivka.